# Flughafen Dabolim

i7
i11
i13
Der Flughafen Dabolim bzw. offiziell Goa International Airport (Konkani दाबोळी विमानतळ, portugiesisch Aeroporto General Bérnard Guedes, IATA-Code: GOI, ICAO-Code: VOGO) ist ein als internationaler Verkehrsflughafen zivil mitgenutzter Militärflugplatz der Indischen Marine im indischen Bundesstaat Goa, die die Einrichtung unter der Bezeichnung Indian Naval Station Hansa (kurz INS Hansa) als Landbasis von trägergestützten Flächenflugzeugen sowie weiterer nicht-bordgestützter Starrflügler nutzt. Das Museum der indischen Marineflieger befindet sich ebenfalls in Dabolim.

## Geschichte
Der Flugplatz wurde in den frühen 1950er Jahren auf 100 ha Fläche durch die Administration von Portugiesisch-Indien errichtet. Er diente bis zum 18. Dezember 1961 als Heimatflughafen der portugiesischen Fluglinie Transportes Aéreos da Índia Portuguesa (TAIP), welche auch Verbindungen aus der portugiesischen Kolonie nach Mosambik sowie nach Lissabon anbot.

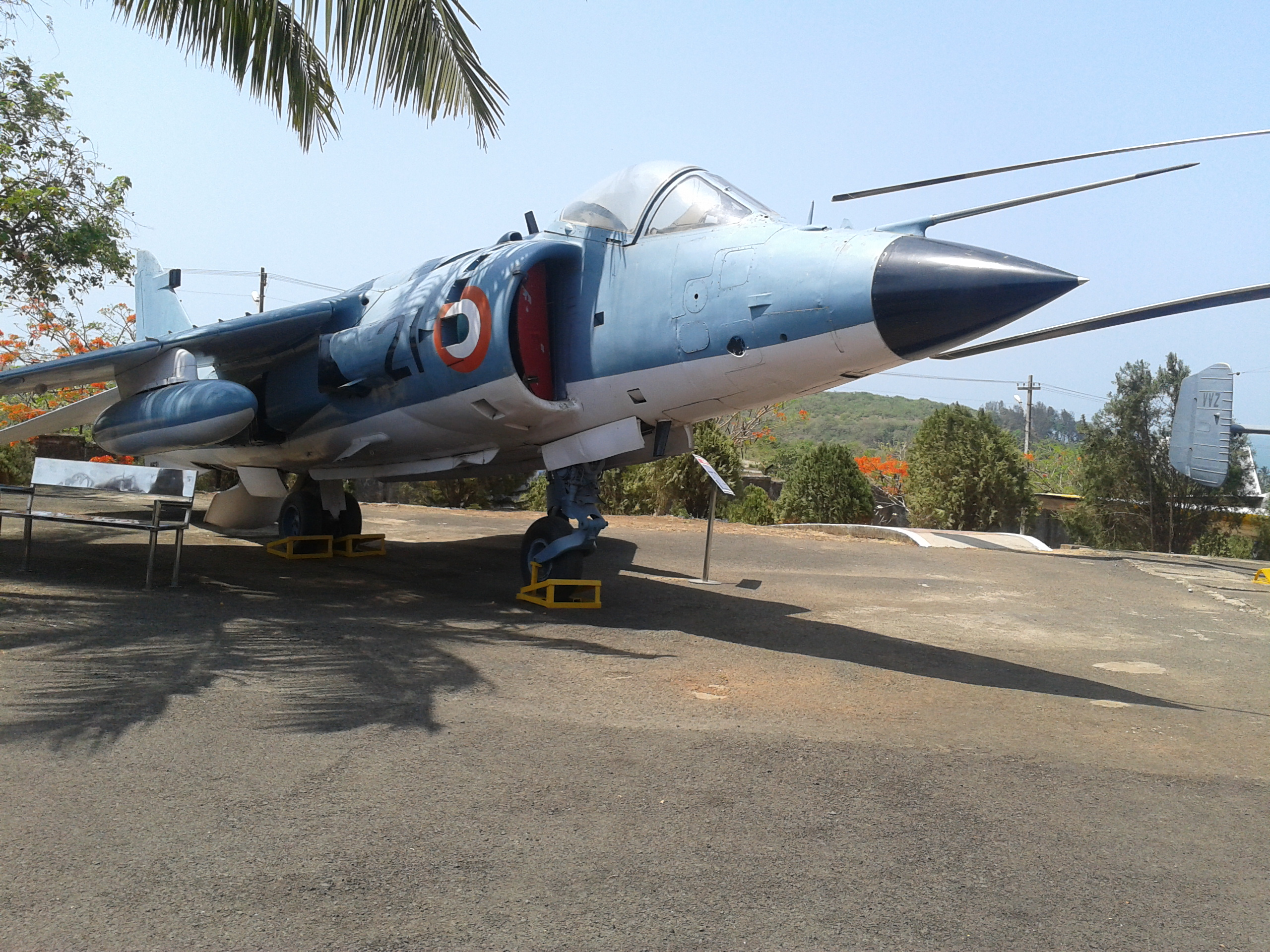
Sea Harrier FRS.51 im Naval Aviation Museum Goa, 2012

Ende 1961 kam der durch Bombenangriffe weitgehend zerstörte Flughafen, der zu dieser Zeit den geänderten Namen Aeroporto General Bérnard Guedes trug, infolge der Annexion des portugiesischen Kolonialgebiets durch Indien unter die Kontrolle der Indian Navy (IN). Die Einrichtung der Marine war bereits am 5. September 1961 auf der im Bundesstaat Tamil Nadu gelegenen Sulur Air Force Base der Indian Air Force (IAF) entstanden und wurde am 18. Juni 1964 nach Dabolim verlegt.
Damals war die Start- und Landebahn weniger als 2400 m lang. Sie wurde bis 1966 in Stand gesetzt und jettauglich gemacht, was 1966 die Wiederaufnahme des zivilen Passagierluftverkehrs durch die spätere Indian Airlines ermöglichte. In den 1980er Jahren nahm Condor als erste ausländische Charterfluggesellschaft Goa in ihren Flugplan auf.

## Lage
Der Flughafen liegt in der Nähe der Stadt Vasco da Gama.

## Flugplatzmerkmale
Der Tower (TWR) sendet und empfängt auf der Frequenz 118.1 MHz.
Der Flughafen verfügt über verschiedene Navigationshilfen.
Das ungerichtete Funkfeuer (NDB) sendet auf der Frequenz 274 kHz mit der Kennung: GO.
Das Drehfunkfeuer (VOR) sendet auf Frequenz 113,6 MHz mit der Kennung GGO.
Ein Distance Measuring Equipment (DME) ist vorhanden.

## Zwischenfälle
Laut ASN sind mehrere Unfälle aus der Nähe des Flughafens bekannt.